# Singré
Singré ist ein Arrondissement im Departement Donga in Benin. Es ist eine Verwaltungseinheit, die der Gerichtsbarkeit der Kommune Copargo untersteht. Gemäß der Volkszählung von 2013 hatte Singré 17.372 Einwohner, davon waren 8679 männlich und 8693 weiblich.